# Palmas (Frankrijk)
Palmas is een gemeente in het Franse departement Aveyron (regio Occitanie) en telt 286 inwoners (2007). De plaats maakt deel uit van het arrondissement Rodez. Op 1 januari 2016 fuseerde Palmas met Coussergues en Cruéjouls tot Palmas d'Aveyron. 

## Geografie
De oppervlakte van Palmas bedraagt 14,34 km², de bevolkingsdichtheid is 20 inwoners per km².

## Demografie
Onderstaande figuur toont het verloop van het inwonertal (bron: INSEE-tellingen).

Vanwege een beveiligingsprobleem met de MediaWiki Graph-software is het momenteel niet mogelijk deze grafiek weer te geven. Zodra de software is bijgewerkt zal de grafiek vanzelf weer zichtbaar worden.